# Campneuseville
Campneuseville är en kommun i departementet Seine-Maritime i regionen Normandie i norra Frankrike. Kommunen ligger i kantonen Blangy-sur-Bresle som tillhör arrondissementet Dieppe. År 2022 hade Campneuseville 443 invånare.

## Befolkningsutveckling
Antalet invånare i kommunen Campneuseville
| Referens: INSEE |